# باتريك بنغتسون
باتريك بنغتسون (بالسويدية: Patrik Bengtsson)‏ هو لاعب كرة قدم سويدي في مركز الوسط، ولد في 9 مارس 1971.